# 4 Rejonowa Baza Materiałowa
4 Rejonowa Baza Materiałowa (4 RBM) – stacjonarna jednostka logistyczna Wojska Polskiego. Stacjonowała w Grudziądzu w rejonie zabytkowego obiektu – grudziądzkiej twierdzy. 31 grudnia 2011 baza została rozformowana.

## Formowanie i zmiany organizacyjne
4 Rejonowa Baza Materiałowa powstała 1 lipca 1999 na mocy Rozkazu Dowódcy Wojsk Lądowych nr PF-97/Org. z dnia 16.12.1998 r., następnie Rozkazu Dowódcy Pomorskiego Okręgu Wojskowego nr PF-1/Org. z 5 stycznia 1999 roku, na bazie istniejącej dotychczas w Grudziądzu 8 Rejonowej Składnicy Technicznej (JW 2206) oraz rozformowywanych składnic:
- 12 Składnicy Uzbrojenia i Amunicji z Bydgoszczy (JW 2946)
- 24 Okręgowej Składnicy MPS z Maksymilianowa (JW 2488)
- 2 Okręgowej Składnicy i Warsztatów Remontu Sprzętu Przeciwchemicznego z Grupy (JW 5899)
- 8 Rejonowej Składnicy Kwatermistrzowskiej z Torunia (JW 3738)
- 3 Okręgowej Składnicy Sprzętu Czołgowo-Samochodowego z Torunia (JW 2223)
- 15 Składnicy MPS WLOP z Gardei (JW 1656)

1 stycznia 2009 roku w skład 4 RBM włączono Skład Materiałowy Dębogórze, który powstał z rozformowanych jednostek – 35 Składnicy MPS Marynarki Wojennej oraz 12 Składnicy Żywnościowej Marynarki Wojennej.
4 RBM stacjonowała w Grudziądzu. Po przekazaniu Bazy w podległość dowódcy 1 Regionalnej Bazy Logistycznej z Wałcza, na jej podstawie sformowany został Skład Materiałowy oraz 13 Wojskowy Oddział Gospodarczy.

## Przeznaczenie
4 RBM, podporządkowana była dowódcy Pomorskiego Okręgu Wojskowego, przeznaczona była do zaopatrywania wojskowych jednostek budżetowych stacjonujących w rejonie odpowiedzialności, niezależnie od ich podporządkowania organizacyjnego. Rejon odpowiedzialności Bazy obejmował województwo kujawsko-pomorskie i pomorskie, a w zakresie obsługi laboratoryjnej MPS cały obszar Pomorskiego Okręgu Wojskowego. Proces zaopatrywania Wojskowych Jednostek Budżetowych realizowany był przez Bazę we wszystkich pięciu klasach materiałowych. Baza realizowała zakupy dla potrzeb Wojsk Lądowych oraz Sił Powietrznych w nw. klasach materiałowych:
- przedmioty zaopatrzenia mundurowego
- materiały pędne i smary
- żywność
- techniczne środki materiałowe
- artykuły powszechnego użytku.

## Struktura
W skład 4 RBM wchodziły:
- komenda 4 RBM
- Skład Materiałowy – Grudziądz
- Skład Materiałowy – Gardeja
- Skład Materiałowy – Toruń
- Skład Materiałowy – Maksymilianowo
- Skład Materiałowy – Bydgoszcz – Osowa Góra
- Skład Materiałowy – Dębogórze
- Laboratorium MPS – Bydgoszcz

## Dowódcy bazy
- płk mgr inż. Jan Nogal (1999–2006)
- ppłk Zbigniew Grajper (cz. p.o. czerwiec – grudzień 2006)
- płk mgr inż. Marian Sękowski (2006–2007)
- płk mgr Grzegorz Mosiołek (2007–14 marca 2011)
- mjr Arkadiusz Popielarczyk (cz. p.o. 14 marca 2011 – 31 grudnia 2011)